# Plajă în Pourville, soarele la asfințit
Plajă în Pourville, soarele la asfințit este o pictură în ulei pe pânză realizată în 1882 de pictorul francez Claude Monet. Face parte dintr-o serie de lucrări în ulei pe pânză realizate de Monet în 1882 în mica stațiune de la malul mării Pourville-sur-Mer (acum parte a comunei Hautot-sur-Mer), lângă Dieppe, în nordul Franței. Monet este considerat unul dintre cei mai importanți membri ai grupului de pictori identificați ca impresioniști. Pictura a fost cumpărată de Muzeul Național din Poznań din Polonia în 1906 și expusă în cadrul colecției sale.

## Furtul și recuperarea
Pictura a fost furată din Muzeul Național din Poznań în septembrie 2000. A fost decupată din cadru și înlocuită cu o copie, care fusese vopsită pe carton. La acea vreme, tabloul era evaluat la peste 1 milion de dolari și era singurul tablou de Monet expus public în Polonia. Furtul a fost descoperit la 19 septembrie 2000, iar poliția a căutat un bărbat care fusese văzut făcând schițe de tablouri în muzeu cu două zile mai devreme.
Pictura a fost recuperată la 12 ianuarie 2010. Poliția a arestat, de asemenea, un bărbat în vârstă de 41 de ani în orașul Olkusz din sudul Poloniei, despre care se crede că este pictorul exemplarului folosit în jaf. Suspectul a fost prin datorită amprentelor și a altor dovezi lăsate la locul furtului.